# Ralph d'Escures
Ralph d'Escures (... – Canterbury, 20 ottobre 1122) è stato un abate, vescovo e arcivescovo normanno.

## Biografia

### Ascesa
Figlio di Seffrid d'Escures e della prima moglie Rascendis, studiò all'Abbazia di Notre-Dame du Bec e nel 1070 entrò nell'abbazia di San Martino a Séez, di cui divenne abate nel 1091. Poco dopo si recò in Inghilterra, forse in visita all'abbazia di Shrewsbury, e lì si trasferì stabilmente dal 1103. Fu grande amico di Anselmo d'Aosta e Gundulf di Rochester, a cui seguì come vescovo di Rochester dopo la sua morte nel 1108. L'anno dopo si recò al capezzale di Anselmo, occupandosi come amministratore dell'arcidiocesi di Canterbury dopo la sua morte fino al 1114, quando fu consacrato arcivescovo. 

### Arcivescovo di Canterbury
La sua elezione fu oggetto di dibattito e la scelta, risultato di lunghe discussioni tra il capitolo di Canterbury, i vescovi d'Inghilterra ed Enrico I, fu accolta freddamente da Pasquale II, che stava tentando di affermare la giurisdizione papale sulle Chiese inglesi. Fu Anselmo di San Saba a portare personalmente il pallio al nuovo arcivescovo, insieme a una lettera del papa, in cui il pontefice si lamentava che la Chiesa inglese agisse senza il permesso della Santa Sede. Pur giurando obbedienza al papa, Ralph d'Escures si schierò solitamente con il re contro le richieste economiche da Roma, inclusa quella dell'obolo di San Pietro nel 1116.
In qualità di arcivescovo, Ralph perorò la causa dell'indipendenza e dell'emancipazione della Chiesa inglese, asserendo (o tentando di asserire) la propria autorità anche su Scozia e Galles. Incoraggiò il vescovo di Llandaff a far erigere una nuova cattedrale, promettendo indulgenze a chi avrebbe contribuito. Per mantenere la supremazia della sede di Canterbury, Ralph rifiutò di consacrare Thurstan arcivescovo di York finché non gli avesse fatto giuramento di obbedienza; Enrico proibì a Thurstan di recarsi a Roma per chiedere il supporto di Pasquale II, che comunque venne a sapere dell'accaduto e ordinò che venisse consacrato senza fare professione d'obbedienza. Ralph ignorò le ingiunzioni papali di consacrare Thurstan e si recò personalmente a Roma per discutere con il papa, che però aveva lasciato la città. Anche i papi successivi, Gelasio II e Callisto II, gli ordinarono di consacrare Thurstan, ma Ralph continuò ad ignorarli, tanto che fu proprio Callisto a doverlo consacrare personalmente nel 1119.
L'11 luglio 1119 un infarto gli tolse l'uso della parola, ma Ralph continuò ancora a partecipare alla vita politica, svolgendo un ruolo chiave nelle negoziazioni per il matrimonio di Enrico con Adeliza di Lovanio. Insistette inoltre per il suo diritto a celebrare le nozze, privilegio contesogli da Roger di Salisbury, e, dato che non poteva parlare, affidò al compito a William Giffard, vescovo di Winchester.
Morì a Canterbury il 20 ottobre 1122.

## Genealogia episcopale e successione apostolica
La genealogia episcopale è
- Arcivescovo Robert di Jumièges
- Vescovo Guglielmo il Normanno
- Arcivescovo Lanfranco di Canterbury
- Arcivescovo Tommaso di York
- Arcivescovo Anselmo d'Aosta
- Arcivescovo Ralph d'Escures

La successione apostolica è:
- Vescovo Theulf di Worcester (1115)
- Vescovo Bernard di Saint David's (1115)
- Vescovo Geoffrey de Clive (1115)
- Vescovo Ernulf di Rochester (1115)
- Vescovo David Scotus (1120)
- Vescovo Richard de Capella (1121)
- Vescovo Robert Peche (1121)
- Vescovo Everard of Calne (1121)
- Arcivescovo Gréne di Dublino (1121)